# Російський союз Латвії
Російський союз Латвії (латис. Latvijas Krievu savienība, LKS, рос. Русский союз Латвии, РСЛ) — латвійська політична партія, що відстоює права російськомовного населення Латвії.

## Історія
У 1998 році, в ході підготовки до виборів 7-го Сейму, відбулася консолідація трьох в основному лівих партій — партії Рівноправність, Партії народної злагоди і Соціалістичної партії. У процесі активно брав участь колишній лідер латвійських комуністів — Альфредс Рубікс, звільнений з політичного ув'язнення в листопаді 1997 року. Домовленість про спільну участь у виборах була оформлена в травні 1998 створенням об'єднання «За права людини в єдиній Латвії» (ЗаПЧЕЛ). До об'єднання незабаром приєдналася і Російська партія.
У виборах ЗаПЧЕЛ брало участь «під прапором» Партії народної злагоди. За підсумком виборів 1998 року об'єднання отримало 14,1 % голосів і 16 місць у Сеймі. Розподіл депутатів за партійною приналежністю після обрання в 1998 році був наступним: 6 представляли ПНЗ, 5 — Рівноправність, 4 — Соцпартію, 1 — Російську партію.
Восени 2000 року Російська партія вийшла із складу об'єднання і взяла участь у місцевих виборах окремо. Єдиний депутат, що представляв партію у Сеймі перейшов до Партії народної злагоди.
У 2000 році ЗаПЧЕЛ ініціювало референдум із питання заборони приватизації «Латвенерго», який завершився успішно.
На виборах до 8-го Сейму Латвії у 2002 році за блок ЗаПЧЕЛ проголосували 19,0 відсотків громадян, які брали участь у виборах. ЗаПЧЕЛ отримало чверть депутатських мандатів (25 депутатів із 100 можливих). Через три місяці Партія народної злагоди вийшла із об'єднання. Свій відхід із ЗаПЧЕЛ лідери ПНС пояснювали складністю знаходження спільної мови з керівництвом партії Рівноправність, комуністичними переконаннями членів Соцпартії.
7 червня 2003 Політрада Соцпартії ухвалила рішення про вихід із ЗаПЧЕЛ, мотивуючи це нездоланними ідеологічними протиріччями між двома партіями.
Перші вибори Європарламенту пройшли в Латвії 12 червня 2004. Об'єднання ЗаПЧЕЛ брало участь окремим списком, і отримало 10,7 % голосів виборців. Депутатом Європейського парламенту стала співголова ЗаПЧЕЛ Тетяна Жданок. Вона стала членом фракції Зелених та Європейського вільного альянсу.
На виборах Сейму в жовтні 2006 року ЗаПЧЕЛ отримав 6,03 % голосів і 6 місць. 19 травня 2007 на з'їзді ЗаПЧЕЛ було прийнято рішення перетворити об'єднання в єдину партію під назвою «ЗаПЧЕЛ — За права людини в єдиній Латвії».
У 2009 році партія посіла третє місце на виборах до Європарламенту, знову отримавши один мандат. У 2010 році партія вступила в Європейський вільний альянс.
На виборах до Сейму у 2010 році більшість російськомовних виборців віддали свої голоси об'єднанню Центр злагоди і ЗаПЧЕЛ втратила своє представництво у парламенті.
З 2014 року — під назвою «Російський союз Латвії». Партія представляє радикальні погляди: вона проти визнання окупації Латвії 1940 року, за запровадження офіційної двомовності та побудови держави на основі двох спільнот: російської та латвійської. Вона підтримує тісніші зв'язки з Росією. До вступу Латвії в НАТО в 2004 році ЗаПЧЕЛ дотримувався позиції російського уряду і була єдиною великою політичною організацією Латвії, яка висловилася проти НАТО. У 2014 році партія підтримала заняття Криму російськими військами. У серпні 2014 року партія підписала угоду про співпрацю з кримською філією "Російської єдності" з метою "зміцнення єдності російського світу".
На європейських виборах 2019 року РСЛ отримав одне місце, яке належить Тетяні Жданок. У 2020 році вона повторно увійшла в Ризьку міську раду на дострокових виборах.

## Результати виборів

### Парламент (Saeima)
| Рік виборів | # голосів | % голосів | # виграних місць | +/−  | Нотатки |
| ----------- | --------- | --------- | ---------------- | ---- | ------- |
| 2002        | 189,088   | 19.1      | 25 / 100         | ▲ 9  |         |
| 2006        | 54,684    | 6.1       | 6 / 100          | ▼ 19 |         |
| 2010        | 13,845    | 1.47      | 0 / 100          | ▼ 6  |         |
| 2011        | 7,109     | 0.78      | 0 / 100          | ▬    |         |
| 2014        | 14,390    | 1.58      | 0 / 100          | ▬    |         |
| 2018        | 27,014    | 3.20      | 0 / 100          | ▬    |         |

### Європейський парламент
| Рік виборів | # голосів | % голосів | # загальної кількості виграних місць | +/− | Нотатки |
| ----------- | --------- | --------- | ------------------------------------ | --- | ------- |
| 2004        | 61,401    | 10.66     | 1 / 9                                | ▲ 1 |         |
| 2009        | 76,436    | 9.66      | 1 / 8                                | ▬   |         |
| 2014        | 28,303    | 6.38      | 1 / 8                                | ▬   |         |
| 2019        | 29,546    | 6.24      | 1 / 8                                | ▬   |         |

### Ризька міська рада (Rīgas Dome)
| Рік виборів | # голосів | % голосів | # загальної кількості виграних місць | +/− | Нотатки |
| ----------- | --------- | --------- | ------------------------------------ | --- | ------- |
| 2005        | 27,728    | 13.68     | 9 / 60                               | ▼ 4 |         |
| 2009        | 6,519     | 2.7       | 0 / 60                               | ▼ 9 |         |
| 2020        | 11,170    | 6.5       | 4 / 60                               | ▲ 4 |         |